# Zmrocznik gładysz
Zmrocznik gladysz, zmrocznik gładyszek (Deilephila elpenor) – motyl nocny z rodziny zawisakowatych. 

## Wygląd
Zmrocznik gładysz jest zawisakiem średnich rozmiarów (do 32 mm). Przednie skrzydła i ciało oliwkowe z czerwonym rysunkiem, tylne skrzydła czerwone, u nasady czarne.

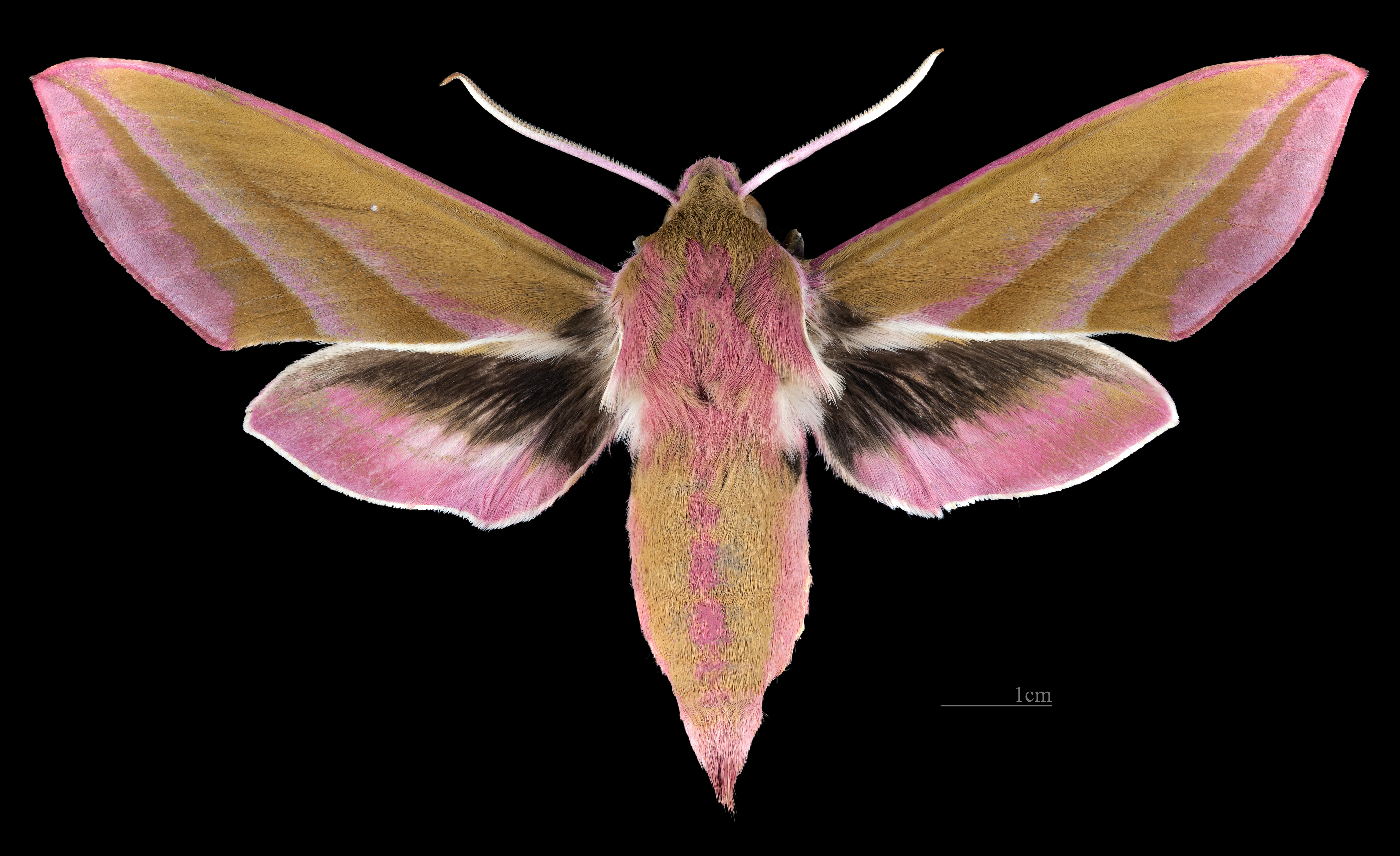
♂
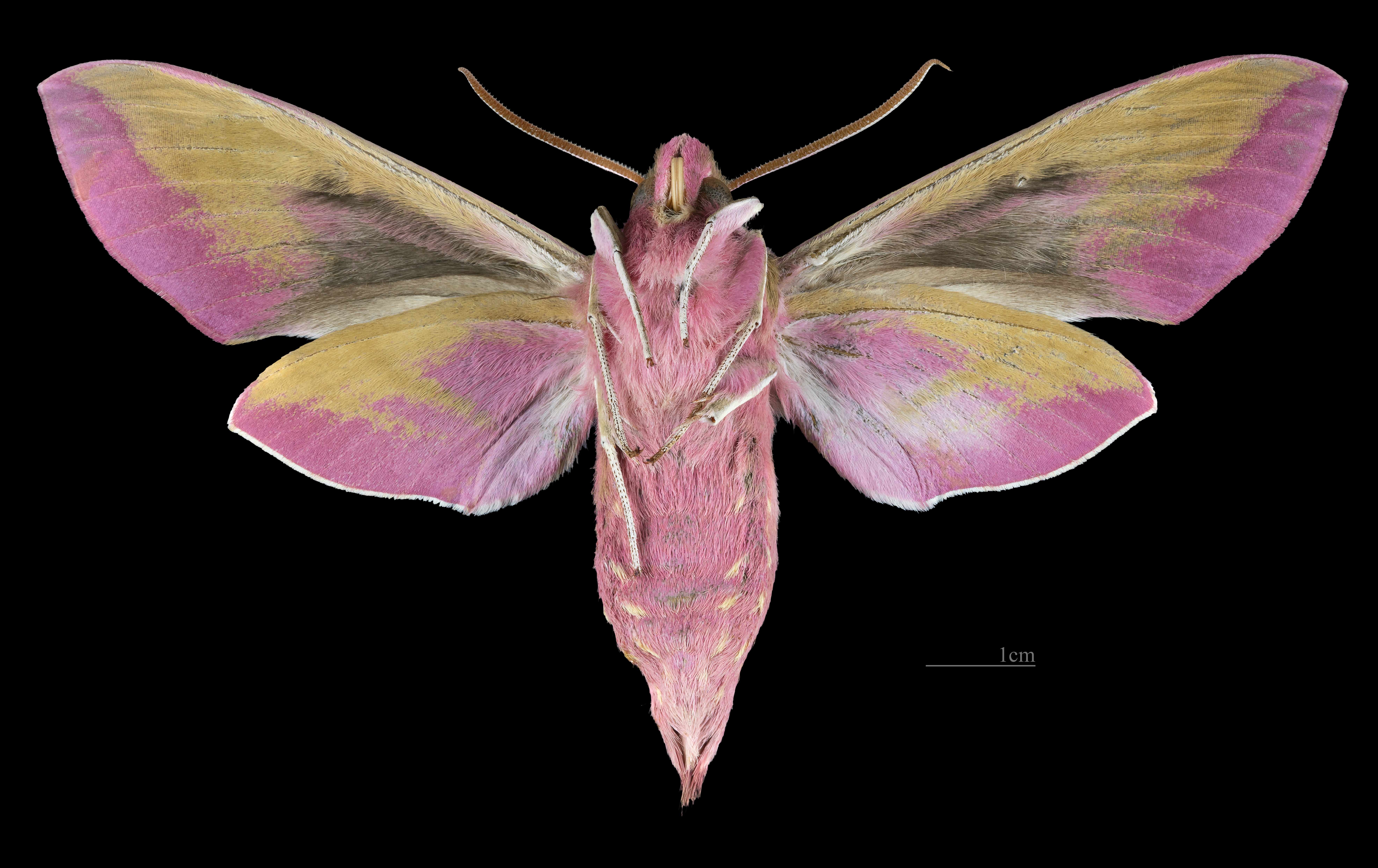
♂ △
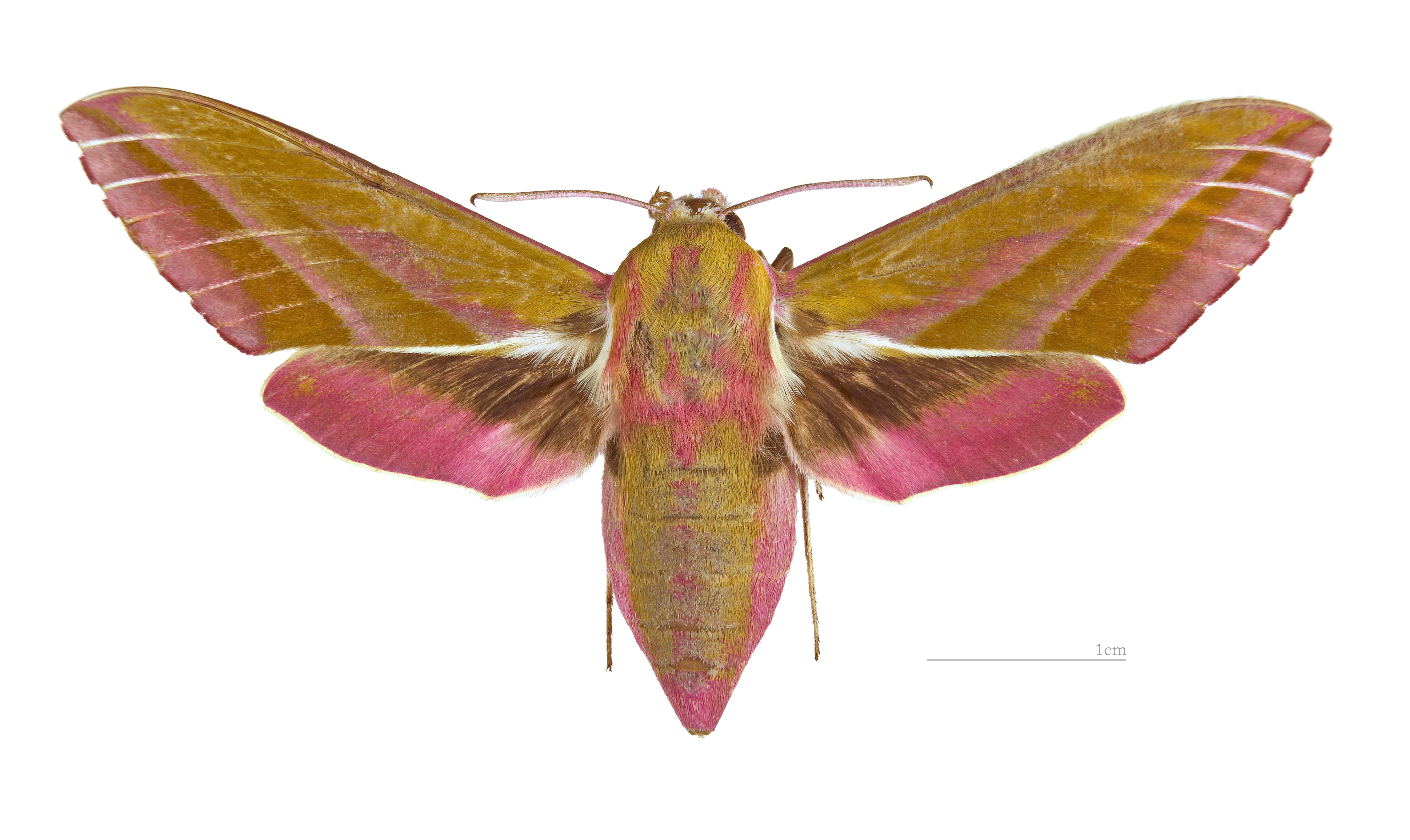
♀
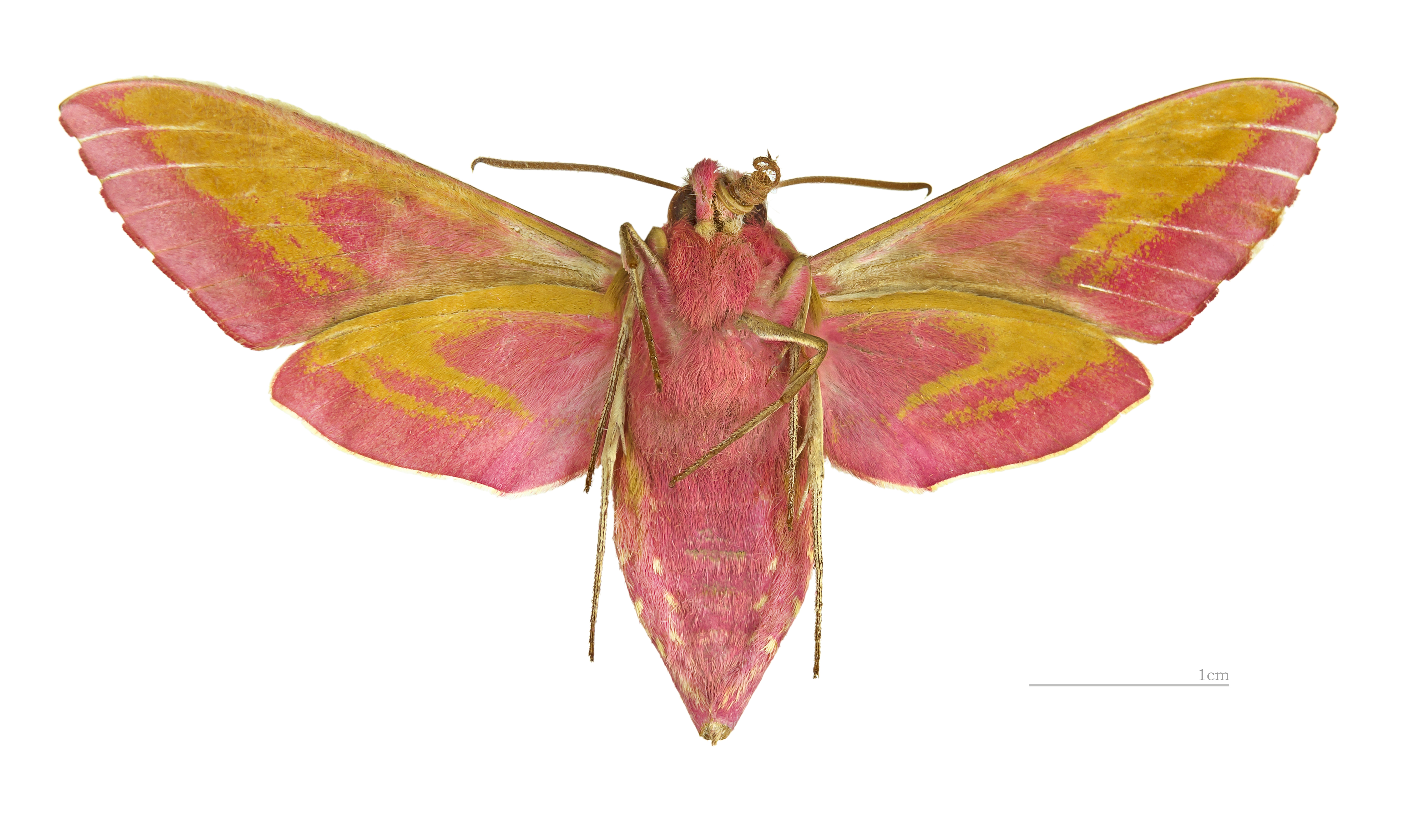
♀ △

## Tryb życia

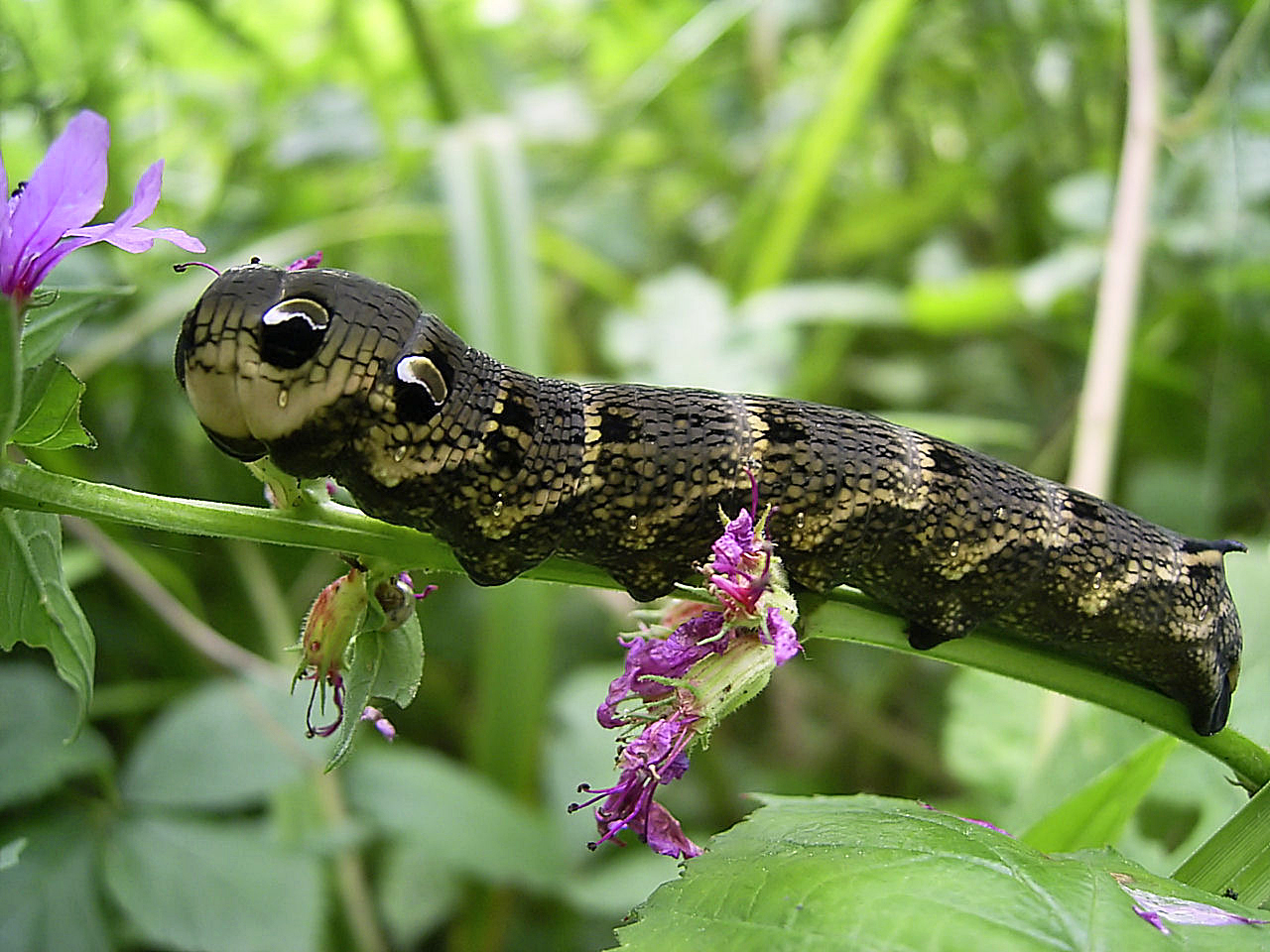
Gąsienica

Zmrocznik gładysz jest motylem dość pospolitym, często lata o zmierzchu, szczególnie chętnie odwiedza kwiaty wiciokrzewów. Gąsienice żerują głównie na wierzbówkach, przytuliach, fuksjach i winoroślach. Zwykle są brązowe i mają wyraźne oczka, a róg na końcu odwłoka dość krótki. Przepoczwarczają się w ziemi, poczwarki zimują.